# Polyphylla schoenfeldti
Polyphylla schoenfeldti är en skalbaggsart som beskrevs av Brenske 1890. Polyphylla schoenfeldti ingår i släktet Polyphylla och familjen Melolonthidae. Inga underarter finns listade i Catalogue of Life.